# Historicisme

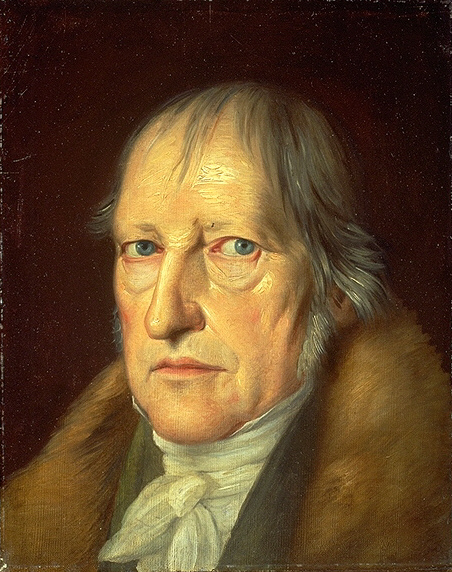
Georg Wilhelm Friedrich Hegel.

Historicisme is de theorie die stelt dat de geschiedenis zich onwrikbaar en onvermijdelijk volgens vaste wetten, die kunnen worden ontdekt, naar een bepaalde eindsituatie beweegt. Het historicisme is dus vaak verbonden met het historisch determinisme of het idee dat er een uiteindelijk (eind)doel in de geschiedenis zit. Breder kan men onder historicisme ook het idee verstaan dat bepaalde concepten en ideeën slechts kunnen worden begrepen binnen hun specifieke tijdperk.
Verder speelt deze theorie ook een rol in verscheidene religies, bijvoorbeeld in het christendom onder de vorm van het millenialisme: het geloof in het Duizendjarig vrederijk dat na de Wederkomst van Jezus gesticht zal worden. Ook in de filosofische stroming van het poststructuralisme spreekt men weleens van "nieuw historicisme" om de visie te beschrijven dat alle vragen beantwoord moeten worden binnen de specifieke culturele en historische context waarbinnen ze gesteld worden. Dit gebruik van de term historicisme is echter eerder verwant aan historisme.
Sporen er van zijn al terug te vinden in het werk van de Italiaanse filosoof Giambattista Vico en Michel de Montaigne, maar het historicisme zou pas volledig ontwikkeld worden in de Romantiek, en met name in het werk van G.W.F. Hegel. Bekende moderne historicisten zijn onder anderen Auguste Comte, Johann Gottlieb Fichte, Karl Marx en Arnold Joseph Toynbee geweest. Bekende critici van deze stroming zijn Jean-François Lyotard en Karl Popper, voornamelijk diens werk The Poverty of Historicism (1957).

## Varianten

### Hegel
Een van de eerste en grootste historicisten was de 19e-eeuwse Duitse filosoof en idealist Georg Wilhelm Friedrich Hegel. Volgens Hegel wordt de evolutie van de menselijke samenleving alsook die van menselijke activiteiten als wetenschap, kunst en filosofie bepaald door hun geschiedenis. Wil men dus een goed begrip krijgen van een van deze zaken, dan is de studie van hun geschiedenis onontbeerlijk. De geschiedenis van deze activiteiten bouwt niet enkel voort op het verleden, maar zet zich er ook expliciet tegen af. Hegel beschrijft dit aan de hand van een dialectisch proces: eerst heeft men een beginsituatie (de these) waarop zich een tegenreactie ontwikkelt (de antithese). Uiteindelijk wordt deze tegenstelling dan verheven naar een nieuw niveau (de synthese).
Een illustratie van deze dialectische evolutie kan worden gevonden in de Franse Revolutie: eerst was er de revolutie (these), waarop dan de dictatuur volgde van Maximilien de Robespierre (antithese) wat uiteindelijk resulteerde in de machtsovername door Napoleon Bonaparte (de synthese). Hegel gebruikte de termen these, antithese en synthese zelf niet, zij worden echter vaak gebruikt om Hegel makkelijk uit te leggen. Deze termen kan men wel terugvinden in het werk van zijn tijdgenoot Johann Gottlieb Fichte.
Dit dialectisch proces hangt daarbij ook sterk samen met zijn filosofie van het idealisme. Volgens Hegel bestaat er geen wereld los van het menselijk denken en is in die zin alles eigenlijk geest: het menselijk handelen wordt dan ook grotendeels bepaald door de intellectuele ideeën die hij bezit. De gehele werkelijkheid bestaat volgens Hegel uit een wereldgeest die zich van haar eigen toestand echter nog niet bewust is, en haar aandacht over de verschillende zaken in de wereld heeft verdeeld. Het noodzakelijk proces dat de geschiedenis doorloopt is een proces van tot zelfbewustzijn komen van deze wereldgeest. Eerst via de natuur, dan via de mens en zijn instellingen en uiteindelijk op abstract niveau in de religie, kunst en de filosofie.

### Marxisme
Een vroege reactie op deze visie van Hegel is terug te vinden in het werk van Karl Marx. De mate waarin Marx zelf een historicistische filosofie aanhangt, is moeilijk te duiden. In zijn werk Stellingen over Feuerbach (1845) lijkt hij zich althans sterk af te zetten tegen een historicistische interpretatie van de geschiedenis, voornamelijk omdat dit de menselijke wil tot handelen verlamt en ontkent. Doch wat men wel zeker kan vaststellen is dat zijn ideeën als een vorm van historicisme geïnterpreteerd kunnen worden en dat dit ook gebeurd is in het werk van een reeks van Marx zijn volgelingen (marxisme).

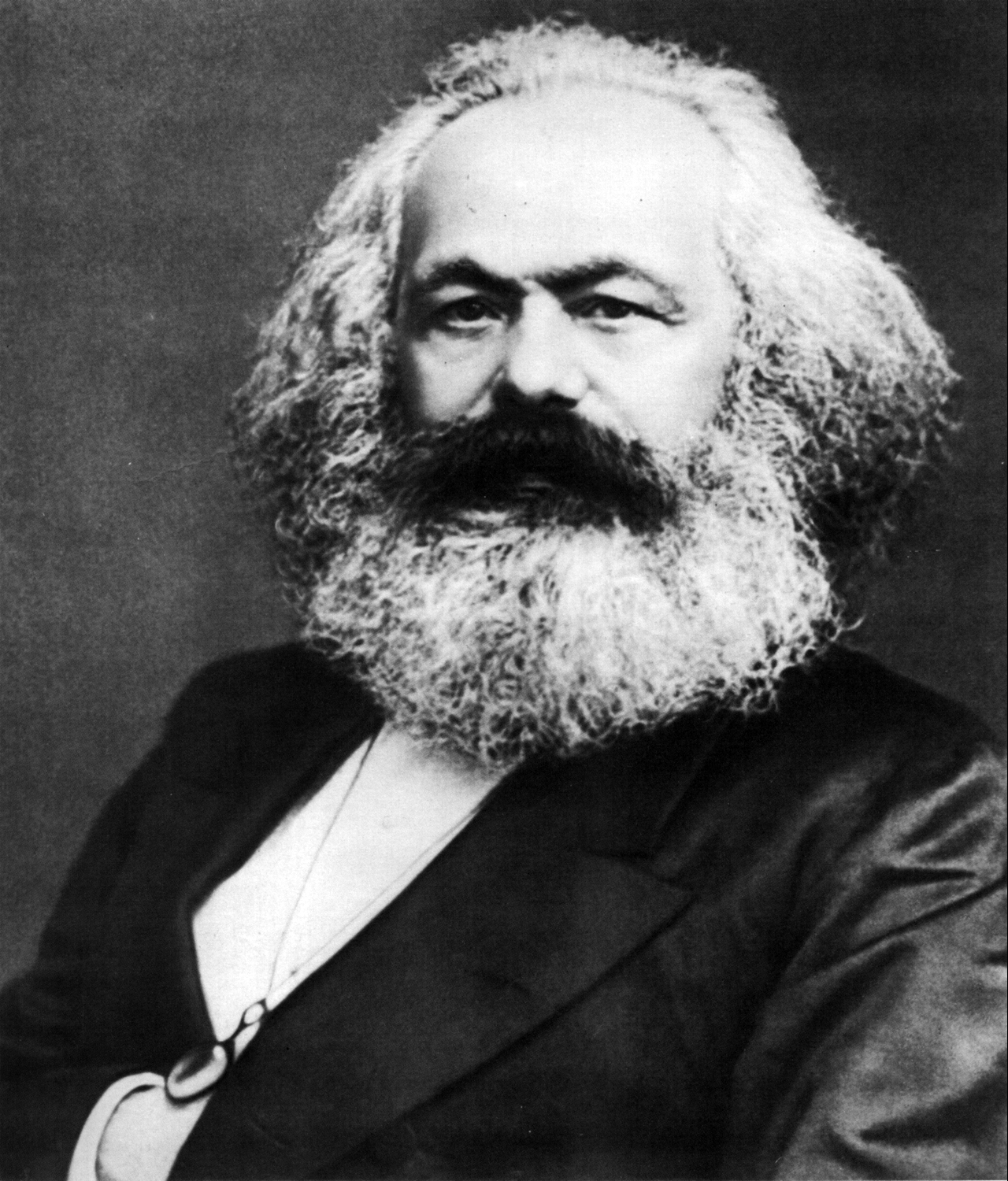
Karl Marx.

Marx leek het met Hegel eens te zijn wanneer die stelde dat er een lijn in de geschiedenis zit. Het grote verschil is dat Marx ontkende dat dit proces een idealistisch of intellectueel proces was; het ging bij hem daarentegen om een historisch materialisme: de wereldgeschiedenis wordt voornamelijk bepaald door de economische- en sociale verhoudingen tussen de productiemiddelen en de bezitters van deze middelen. Deze verhouding verdeelde volgens Marx de mensheid steeds opnieuw in verschillende groepen die elkaar dan gaan bevechten om de macht over de productiemiddelen, de zogenaamde klassenstrijd. De geschiedenis was dus een proces met een eeuwige klassenstrijd die via het oercommunisme, de slavernij, het feodalisme en het kapitalisme moest resulteren in het modern communisme en de klasseloze maatschappij.
Dit idee werd later geradicaliseerd in de vorm van het dialectisch materialisme in het werk van denkers als Joseph Dietzgen, Friedrich Engels, Vladimir Lenin, Georg Lukács en Georgi Plechanov. Zo schrijft Engels bijvoorbeeld in Ludwig Feuerbach en het einde van de klassieke Duitse filosofie (1886):

"Over het algemeen verschijnen de historische gebeurtenissen zo, als door het toeval beheerst. Waar evenwel het toeval aan de oppervlakte zijn spel speelt, wordt het steeds door innerlijke en verborgen wetten beheerst en het komt er slechts op aan deze wetten te ontdekken."

In tegenstelling tot het historisch materialisme, kent het dialectisch materialisme een veel zwaarder gewicht en grotere wetmatigheid toe aan de geschiedenis: de geschiedenis wordt werkelijk, los van de mens, gestuurd door een reeks onvermijdelijke tegenstellingen. Het dialectisch materialisme combineert het historisch materialisme dus met de dialectiek van Hegel: de geschiedenis wordt gekenmerkt door een reeks dialectische materiële tegenstellingen die onvermijdelijk naar het communisme leiden. Dit dialectisch materialisme werd in de 20e eeuw, voornamelijk in Sovjet-Unie onder Jozef Stalin verheven tot een geloofsartikel en tot de officiële staatsideologie.

### Positivisme

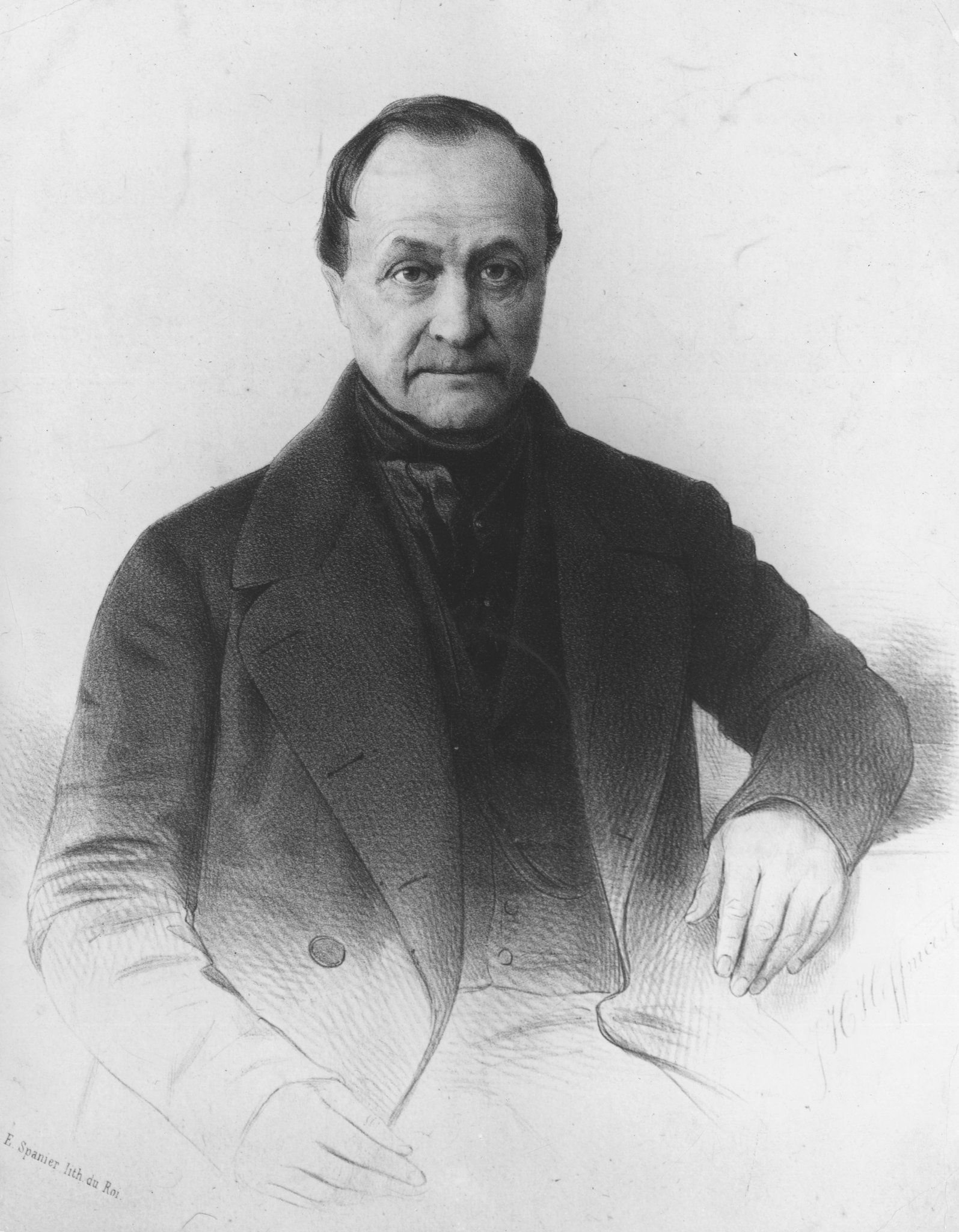
Auguste Comte.

Grotendeels onafhankelijk van Hegel en Marx werd er in het Frankrijk van de 19e eeuw een gelijkaardige kijk op de geschiedenis ontwikkeld. Geïnspireerd op Claude Henri de Saint-Simon, werkte de filosoof Auguste Comte de stroming van het positivisme uit. Dit positivisme houdt de opvatting in dat alleen de empirische wetenschap in aanmerking komt voor het leveren van echte en gegronde kennis. Comte was net als Saint-Simon onder de indruk van de opkomende wetenschappen en vooral hun succes. Gecombineerd met een sterk vooruitgangsgeloof verhief hij hierdoor de wetenschap tot het hoogste goed.
Comte ging echter nog verder, en geloofde dat de opkomst van de moderne wetenschap een langzaam, maar onwrikbaar resultaat was van een onderliggende wet in de geschiedenis van de mensheid. Om dit proces te beschrijven formuleerde hij de beroemde wet van de drie stadia: de geschiedenis van de mensheid bewandelde een traject van drie stadia af dat uiteindelijk resulteerde in de moderne wetenschappen, die volgens Comte alle problemen van de mensheid zouden oplossen.
Allereerst bevond de mensheid zich in een theologisch stadium waarin men de wereld rondom zich verklaarde naar analogie met het menselijk handelen en door een beroep te doen op Goddelijke wezens. Kennis, normatieve geldigheid, de wet en vele andere principes werden gefundeerd in het goddelijke: de goden hebben de mens met de rede begiftigd, de goden hebben ons hun morele wet geschonken en wij moeten hun voorschriften eerbiedigen, ...
Vervolgens komt de mensheid terecht in het metafysisch stadium waarin de wereld niet meer verklaard wordt door te verwijzen naar iets transcendents, maar iets immanents aan de wereld zelf ontleent: door te verwijzen naar abstracte principes of essenties in de natuur. Voorbeelden hiervan zijn een beroep op de menselijke rede, morele gevoeligheid of de natuurwetten.
Uiteindelijk komt de mens in het positieve stadium terecht, waarin hij leert dat alleen de empirische wetenschap echte kennis kan leveren. Kennis kan enkel een product zijn van aan de wetenschappelijke methode onderworpen ervaring, en andere kennisbronnen zoals openbaring of metafysica moeten verworpen worden. Kennis wordt hier werkelijk toegankelijk voor iedereen en relevant voor onze dagelijkse behoeften en noden: uiteindelijk zal deze nieuwe wetenschap dan ook een antwoord formuleren op al onze problemen.

### Antropologie en geschiedenis

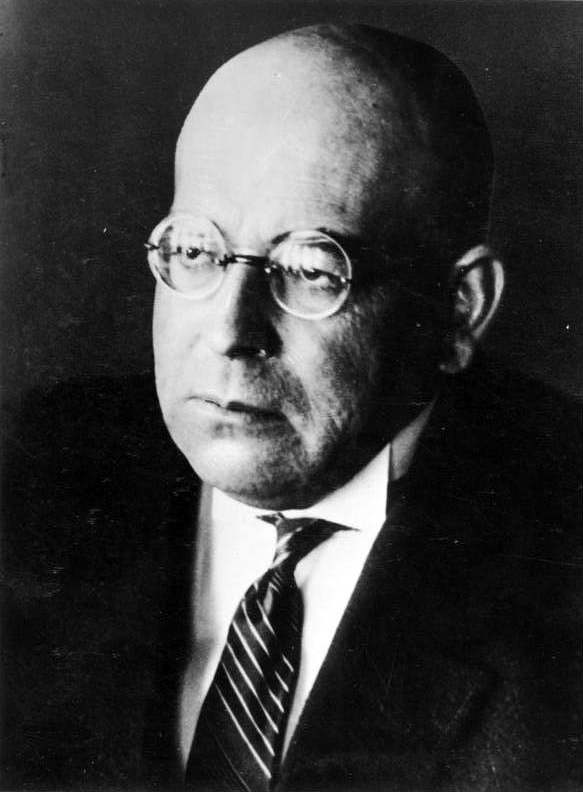
Oswald Spengler.

Binnen de antropologie en verwante disciplines, komen er ook verscheidene vormen van historicisme voor. Een voorbeeld is het evolutionisme dat stelt dat er een eenduidige culturele evolutie terug te vinden is in de geschiedenis van de menselijke samenleving. Dit idee kwam voornamelijk uit de ontdekking van enerzijds primitieve stamverbanden en anderzijds inzichten uit de archeologie die aantoonden dat men in de prehistorie op gelijkaardige wijze leefde. Door het toepassen van de vergelijkende methode kwamen antropologen tot de conclusie dat er verschillende stadia bestonden waardoor een cultuur zich op moest werken, beginnend bij zulke primitieve stammen, en resulterend in de Westerse hoogstaande cultuur. Al snel kwam hier ook kritiek op, onder anderen door Franz Boas. Klassieke verwijten waren dat van etnocentrisme en naïef vooruitgangsoptimisme.
In de geschiedenis werden gelijkaardige beelden verdedigd door Oswald Spengler en Arnold Joseph Toynbee. Kenmerkend was dat het vooruitgangsgeloof hier grotendeels niet aanwezig was, maar daarentegen vormen van een cyclisch proces werden beschreven, waar beschavingen ontstonden, opbloeiden en ook ten onder gingen. Spengler verdedigde bijvoorbeeld in zijn boek De ondergang van het Avondland (1918, 1922) dat elke cultuur net als individuen opgroeit en sterft. Gebaseerd op historische gegevens van de Babylonische, Egyptische, Chinese en andere beschavingen, die ten onder zijn gegaan, concludeerde hij dat ook het moderne Westen uiteindelijk terug ten onder zou gaan.
Toynbee stelde evengoed dat er in de geschiedenis een vast patroon was van hoe beschavingen ontstonden en groeiden, maar minder vast, namelijk via "uitdaging-en-antwoord" (challenge-and-response): de beschaving in kwestie werd door een bepaald probleem uitgedaagd en wanneer zij deze overwon, kwam zij tot volle bloei. Als zij er echter niet in slaagde een goed antwoord te vinden, betekende dit de dood (of zelfmoord) van de beschaving. Een gelijkaardige cyclische opvatting is terug te vinden bij de filosoof Alexandre Deulofeu.

### Andere vormen
Christendom
In het Christendom, verwijst de term historicisme voornamelijk naar de profetische interpretatie van de Bijbel voornamelijk gebaseerd op de Openbaring van Johannes. Door de geschiedenis heen hebben vele christenen politieke en sociale gebeurtenissen uit hun tijd geïnterpreteerd in functie van wat er in dit laatste boek van het Nieuwe Testament beschreven staat. Een bekende vorm is het millenialisme: het geloof in het aanbreken van de eindtijd. Een hedendaags voorbeeld van een stroming in het christendom die grote waarde hecht aan het aanbreken van de eindtijd zijn de Jehova's getuigen. Een andere vorm van profetische interpretaties van de Bijbel is het verwijzen naar de paus of een bepaald politiek leider als de antichrist.
De jezuïet en theoloog Pierre Teilhard de Chardin ontwikkelde in zijn werk ook een historicistische interpretatie van de hele kosmische geschiedenis en verbond deze aan bepaalde profetische uitspraken in de Bijbel. Volgens Teilhard de Chardin kenmerkte de geschiedenis zich niet enkel door een evolutie van soorten, maar evengoed door wat hij noemde een in-volutie of verinnerlijking die als een stuwende kracht achter de evolutie van de mens zit. Enerzijds was er dus steeds meer diversiteit in soorten door evolutie, maar anderzijds ook meer eenheid door dit proces van involutie. Vroeger leefde de mens immers in familie- en stamverband, maar langzamerhand begon de groep rondom hem te groeien: dorpen, steden, landen, naties. Ook hedendaagse grotere overkoepelende organisaties als de Verenigde Naties en de Europese Unie kunnen in functie van dit proces geïnterpreteerd worden. Uiteindelijk zal dit alles volgens Teilhard de Chardin uitmonden in het omegapunt: de hele mensheid zal een worden in wat hij noemt de Kosmische Christus of het omegapunt.
Wetenschapsfilosofie
Moderne vormen van een historicistische interpretatie van de maatschappij zijn terug te vinden in het werk van Michel Foucault en Thomas Kuhn. Volgens Foucault, die zichzelf als "historicus van het heden" typeerde, zijn er in de geschiedenis onbewuste epistèmes aan het werk, die het denken in een bepaalde tijdsperiode geheel bepalen. Voorbeelden van werken waarin hij op zoek gaat naar zulke epistèmes zijn Folie et déraison (1961), Les mots et les choses (1966) en Surveiller et Punir (1975). Respectievelijk bestudeerde hij hier de werking van de verschillende epistème in verband met de omgang met krankzinnigheid, de menswetenschappen en het gevangeniswezen. Hij zal bijvoorbeeld stellen dat de menswetenschappen een product zijn van de tijd waarin ze ontstonden, namelijk de 18e en 19e eeuw. Verder betoogt hij nog dat in de 20e eeuw, en voornamelijk door de opkomst van stromingen zoals het structuralisme, de mens als vrij en onderzoekend subject weer zal verdwijnen. De mens zal inzien dat hij niet de oorsprong en autonome bron is van alle kennis en handelen, maar dat hij net een product is van zijn epistème.
Deze ideeën komen sterk overeen met het in de wetenschapsfilosofie uitgewerkte concept van paradigma's, dat in 1962 door Thomas Kuhn geïntroduceerd werd in het boek The Structure of Scientific Revolutions (1962). Het voornaamste verschil is dat Kuhn dit beperkt tot een concrete wetenschap: het functioneren en het vooruitgaan van vele moderne wetenschappen, zo betoogt Kuhn, wordt grotendeels gestuurd door het onderliggende paradigma dat door de wetenschappers, die deze concrete wetenschap beoefenen, impliciet wordt geaccepteerd. Zulke paradigma's kunnen echter tot een crisis leiden, waarbij er dan in de wetenschap sprake is van een "revolutie" naar een geheel ander paradigma. De wetenschapsfilosoof Imre Lakatos heeft zijn eigen versie van deze ideeën uitgewerkt.

## Eindpunt

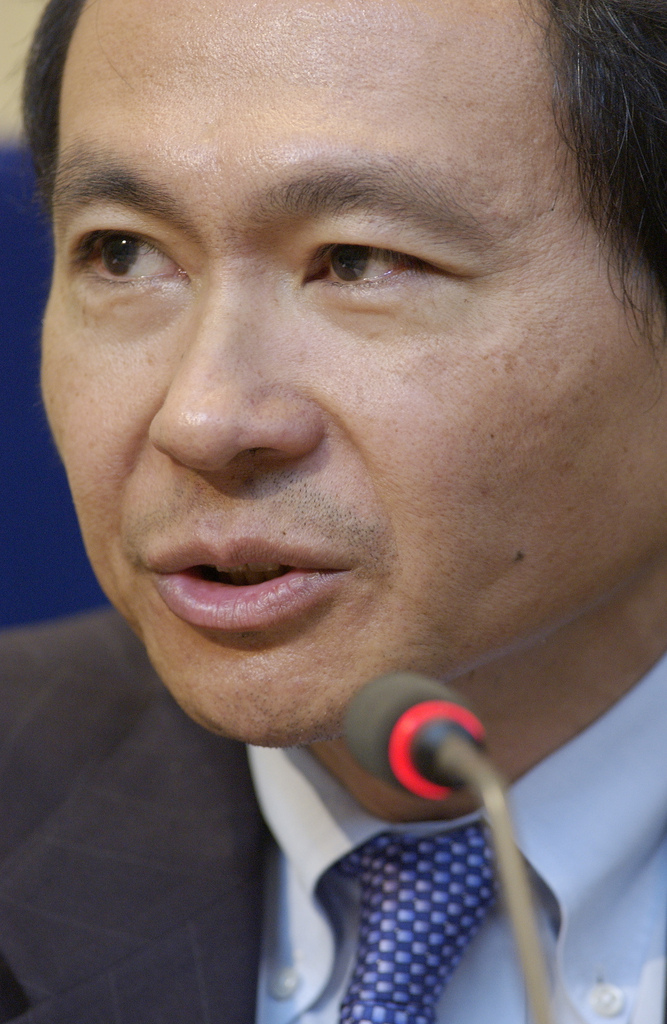
Francis Fukuyama.

Een vaak voorkomend thema bij historicistische visies is het zogenaamde historisch eindpunt waarnaar de vaste en gedetermineerde geschiedenis zou moeten afstevenen. Volgens christenen die het millenialisme aanhangen leidt dit bijvoorbeeld tot het Duizendjarig vrederijk dat na de Wederkomst van Jezus gesticht wordt. Volgens Hegel zou het door hem beschreven dialectisch proces haar eindpunt vinden in het Pruisen van zijn tijd. Het eindpunt bestond er vooral uit dat de wereldgeest zich volledig van zichzelf bewust werd, en dat gebeurde nu eenmaal in Hegels eigen werk: hij beschreef als de eerste deze historische weg van zelfbewustwording. Marx die Hegels idee van een rechte lijn in de geschiedenis in zekere zin overnam, stelde dat het eindpunt nog lang niet bereikt was: het eindpunt zou er pas komen wanneer alle sociale onrechtvaardigheden waren opgelost; de zogenaamde klasseloze maatschappij.
Verscheidene moderne filosofen en politicologen hebben eveneens het einde van de geschiedenis aangekondigd, zelf zonder een uitgewerkte historicistische theorie die erachter schuilgaat. Een vroeg voorbeeld is Alexandre Kojève, die gebaseerd op Hegel en Marx het einde van de geschiedenis in de 20e eeuw afkondigde. Hij stelt vast dat de klassieke idealen van vrijheid en rechtvaardigheid voor elk individu na de Franse Revolutie langzamerhand werkelijke mogelijkheden zijn geworden. Toch is zijn conclusie ook ten dele pessimistisch: de mens werd net gedefinieerd door deze strijd met zichzelf en zijn omgeving, die op het einde van de geschiedenis dus voorbij is, en waardoor de mens zijn bestaansreden verliest. De "posthistorische" mens is in zekere zin geen mens meer voor Kojève, maar zal iets geheel anders zijn.
Vooral bekend is de bij de Amerikaanse politicoloog Francis Fukuyama uitgewerkte versie in zijn werk The end of history and the last man (1992). Fukuyama stelt hierin dat het einde van de Koude Oorlog ook meteen het einde van de vooruitgang in de geschiedenis is. Fukuyama wijst vooral op de historische gegevens dat het aantal liberale democratieën door te tijd heen steeds in aantal is toegenomen: de geschiedenis vindt dus haar einde in deze seculiere, vrije markt-democratie en verdere grootschalige politieke veranderingen zullen er niet meer komen. De ultieme staatsvorm is gevonden. Dit wil natuurlijk niet zeggen dat er geen gebeurtenissen meer zijn, maar althans niet meer van het kaliber dat de wereld geheel zal veranderen.

## Kritiek

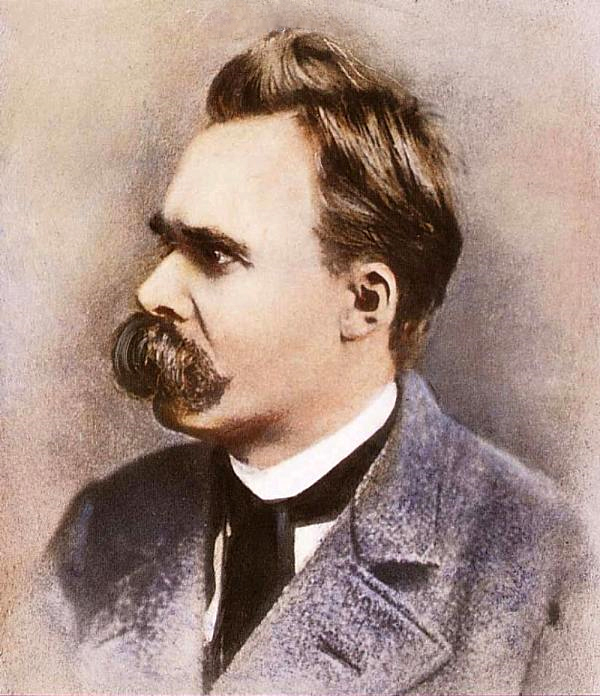
Friedrich Nietzsche.

### Irrationaliteit en creativiteit
Een reeds vroeg geformuleerde kritiek is dat een historicistische kijk op de mens leidt tot een afstomping van zijn creativiteit en een overwaardering van het rationele in de mens. De 19e-eeuwse filosoof Søren Kierkegaard wees er, bijvoorbeeld in Of/Of (1843), al op dat de filosofie van Hegel verkeerd is in haar stelling dat de hele wereld en geschiedenis redelijk is. Het heeft volgens Kierkegaard geen oog heeft voor het emotionele en existentiële aspect van de mens. Het resultaat is dat hierdoor het denken en misschien wel de hele mensheid 'ontmenselijkt' wordt.
Op het einde van de 19e eeuw was ook Friedrich Nietzsche zich bewust van dit probleem. Hij uitte een gelijkaardige kritiek: de mens is geen zuiver rationeel wezen dat in alle reinheid naar de waarheid zoekt. Wat er echt aan het werk is, is de "wil tot macht" die de mens aanzet tot creativiteit en verspilling: er is geen rationeel proces in de geschiedenis te vinden. Typerend is bijvoorbeeld de door Nietzsche gehanteerde methode van genealogie in Jenseits von Gut und Böse (1886) en Zur Genealogie der Moral (1887): de meest geachte verwezenlijkingen van de mens, zoals zijn moraal, zijn een product van een toevallige reeks gebeurtenissen in de geschiedenis, die dus niet vastlagen noch noodzakelijkerwijs moesten gebeuren.
Deze ideeën werkten door in de 20e-eeuwse filosofische stroming van het existentialisme met onder anderen Jean-Paul Sartre, die de nadruk vooral op de onbepaaldheid en vrijheid van de mens legden, los van zijn cultuur en van de algemene geschiedenis. Ook zijn gelijkaardige ideeën op Amerikaanse bodem terug te vinden in het pragmatisme van John Dewey en G.H. Mead.

### Adorno en Lyotard
Na de Tweede Wereldoorlog kregen historicistische theorieën veel kritiek te verduren, grotendeels vanwege de confrontatie met de gruwelijkheden, die tijdens deze oorlog waren gebeurd, voornamelijk de Holocaust. Het leek niet meer duidelijk hoe er nog sprake kon zijn van een redelijk proces of vooruitgang in de geschiedenis als dit resulteerde in dingen zoals Auschwitz.
Zo publiceerden Theodor W. Adorno en Max Horkheimer meteen na de oorlog het werk De dialectiek van de Verlichting (1947) waarin het moderne vooruitgangsgeloof sterk wordt bekritiseerd en wordt betoogd dat de Verlichting in haar tegendeel is omgeslagen: waar zij oorspronkelijk tot vrijheid en gelijkheid moest leiden, leidt zij nu tot onderdrukking.
De voornaamste denker die dit punt heeft uitgewerkt is echter Jean-François Lyotard die in zijn werk La condition postmoderne: rapport sur le savoir (1979) het einde van de "grote verhalen" zoals het hegelianisme en marxisme aankondigde. Zulke grote verhalen, waaronder het historicisme valt, zijn volgens Lyotard onhoudbaar, omdat de geschiedenis heeft aangetoond dat ze altijd resulteren in een mislukking. Net als Adorno en Horkheimer stelde Lyotard dat deze grote verhalen weliswaar gelijkheid en vrijheid als eindresultaat beloven, maar in praktijk altijd uitdraaien op totalitaire onderdrukking. Zo stelde hij vast dat zulke theorieën de dissidente elementen in de samenleving steeds onderdrukken: dingen die niet passen in of te begrijpen zijn in functie van de op voorhand beschreven rechtlijnige beweging worden in de doofpot gestoken of simpelweg vernietigd en verwijderd. Volgens Lyotard bestaat er bij elk groot verhaal iets wat hij de différend" noemt: elk discours, elk verschillend unitair verhaal van het historicisme, creëert altijd elementen die niet te incorporeren zijn in dit verhaal, maar enkel te begrijpen zijn vanuit andere perspectieven. Lyotard proclameert dan ook dat men enkel nog "kleine verhalen" kan vertellen en men steeds bewust moet zijn en getuigenis afleggen van deze différends.

### Karl Popper

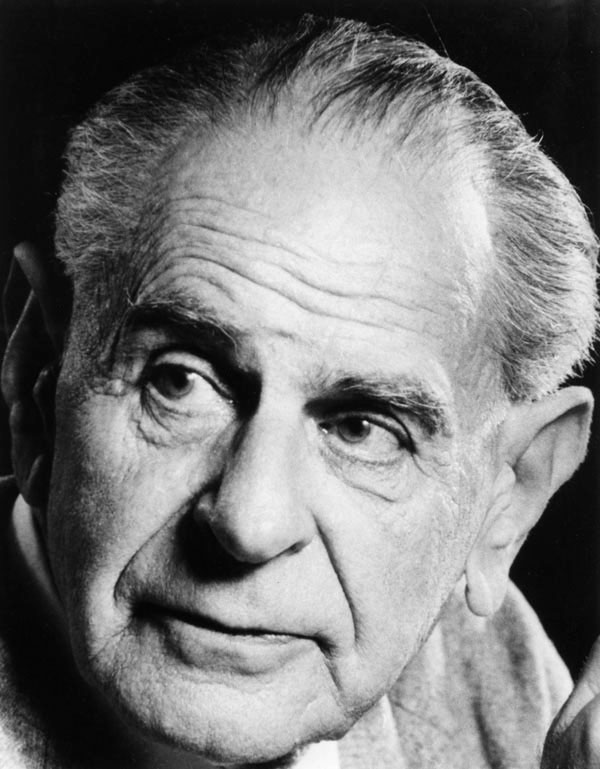
Karl Popper

in de Engelstalige wereld was de filosoof Karl Popper de bekendste criticus van het historicisme. Zowel in zijn werk The Open Society and Its Enemies (1945) als The Poverty of Historicism (1957) haalt hij sterk uit naar het historicistisch denken dat hij als uitermate gevaarlijk typeert. Hij richt zich voornamelijk tegen Plato en Hegel, maar vindt ook sporen terug in het werk van Marx. Alle drie deze filosofen typeert hij als vijanden van de open samenleving en promotors van het totalitarisme.
Popper definieerde het historicisme als "de benadering in de sociale wetenschappen die aanneemt dat historische voorspelling haar voornaamste taak is, en dat dit doel bereikbaar is door de 'lijnen' en 'patronen', de 'wetten' en de 'trends', die achter het verloop van de geschiedenis schuilgaan, te ontdekken." Het grote probleem dat Popper heeft met historicistische theorieën is dat deze, door te betogen dat er onvermijdelijke en vastgelegde patronen in de geschiedenis zitten, bij de mens de democratische verantwoordelijkheid om bij te dragen aan het tot stand komen van de menselijke vernietigt. De samenleving stevent op deze wijze naar totalitarisme en legitimeert deze in zekere zin. Als de geschiedenis toch al vast ligt, dan hoeft men, wanneer men dit historisch doel kent, geen rekening te houden met wat andere mensen over politiek en de samenleving denken.
Een andere variant op het historicisme, namelijk het "moreel historicisme" is evengoed gevaarlijk volgens Popper. Dit moreel historicisme houdt de claim in dat men morele waarden kan afleiden uit het verloop van de geschiedenis. Dit moreel historicisme komt in drie vormen voor: conservatisme (de vroegere toestand is juist), positivisme (de huidige is juist) en futurisme (de toekomstige zal goed zijn). Futurisme moet onderscheiden worden van de claim dat het goede zal overwinnen, want dat is juist een vorm van gewoon historicisme.

### Leo Strauss
Ook de filosoof Leo Strauss verwijst naar het historicisme als een van de grootste gevaren voor de intellectuele vrijheid. Volgens Strauss vernietigt het historicisme het belang van de politieke filosofie. Het historicisme vindt volgens Strauss zijn wortels in de overtuiging dat "al het menselijke denken, inclusief het wetenschappelijk denken, gegrond is in premissen die niet door de menselijke rede gevalideerd kunnen worden en een product zijn van de specifieke historische periode." Hij wees de Brit Robin George Collingwood aan als de voornaamste verdediger van het historicisme in de Engelstalige wereld. 
In deze kritiek richtte Strauss zich echter op het 'historisme', wat hij per abuis 'historicisme' noemde. De woorden zijn regelmatig door elkaar gebruikt in zowel het Nederlands als het Engels. De kritiek van Strauss op onder andere Collingwood richt zich op het idee dat iedere tijdsperiode begrepen moet worden vanuit zijn eigen ideeën, overtuigingen en tradities. Deze methode van inleving en relativisme, die we onder andere terug zien bij de belangrijke Duitse historicus von Ranke, doorgaans beschouwd als grondlegger van het historisme, haalde zich met de gebeurtenissen van de Tweede Wereldoorlog zoals de Shoah de beschuldiging van quiëtistisch relativisme op de hals.
In zijn werken Natural Right and History en On Tyranny zet Strauss een kritiek uiteen op het historicisme, dat hij terugvond in het werk van Hegel, Marx en Martin Heidegger. Ook verwijst hij naar denkers als Augustinus van Hippo, Edmund Burke, Alexis de Tocqueville en John Stuart Mill. Historicisme was volgens Strauss een product van het Christendom en een bedreiging voor de participatie van de burger, het geloof in het menselijk handelen, religieus pluralisme en ook het correct verstaan van de klassieke filosofen en profeten zelf. In zijn boek On Tyranny, dat het debat tussen hem en Alexandre Kojève weergeeft, ziet hij het historicisme als oorzaak voor het nazisme en het communisme.

## Populaire cultuur
- Het historicisme is een centraal thema in de Foundation-trilogie van Isaac Asimov: hierin wordt een nieuwe wetenschap ontwikkeld, de psychohistorie genaamd, die in staat is het gedrag van grote groepen mensen (beschavingen) tot in de details te voorspellen.